# Борисенков, Василий Михайлович
Василий Михайлович Борисенков (1927 — 2005) — советский хозяйственный, государственный и политический деятель.

## Биография
Родился в 1927 году в селе Петропавловск, русский. Трудиться начал в 1941 году ремонтным рабочим на железной дороге.
Участник Великой Отечественной войны — воевал разведчиков в партизанском отряде в Брянской области в 1942–1943 годах и в действующей армии в 1944–1945 годах. Член ВКП(б) с 1946 года. С 1946 года – на комсомольской и партийной работе в Брянской области. В 1950 окончил МГУ. С 1951 года в аппарате ЦК ВЛКСМ. С 1959 года заместитель заведующего, заведующий отделом Московского обкома КПСС. С 1961 года в аппарате ЦК КПСС: инструктор, заведующий сектором. В 1965–1972 – помощник секретаря ЦК КПСС. С 1972 – секретарь, в 1974–1989 – 2-й секретарь Московского обкома КПСС. С 1989 – на пенсии.
Кандидат в члены ЦК КПСС в 1976–1981, член ЦК КПСС в 1981–1990.
Избирался депутатом Верховного Совета СССР 10-го созыва, Верховного Совета РСФСР 9-го и 11-го созывов.
Умер в 2005 году. Прах захоронен в колумбарии на Ваганьковском кладбище.